# Universidad de Barcelona

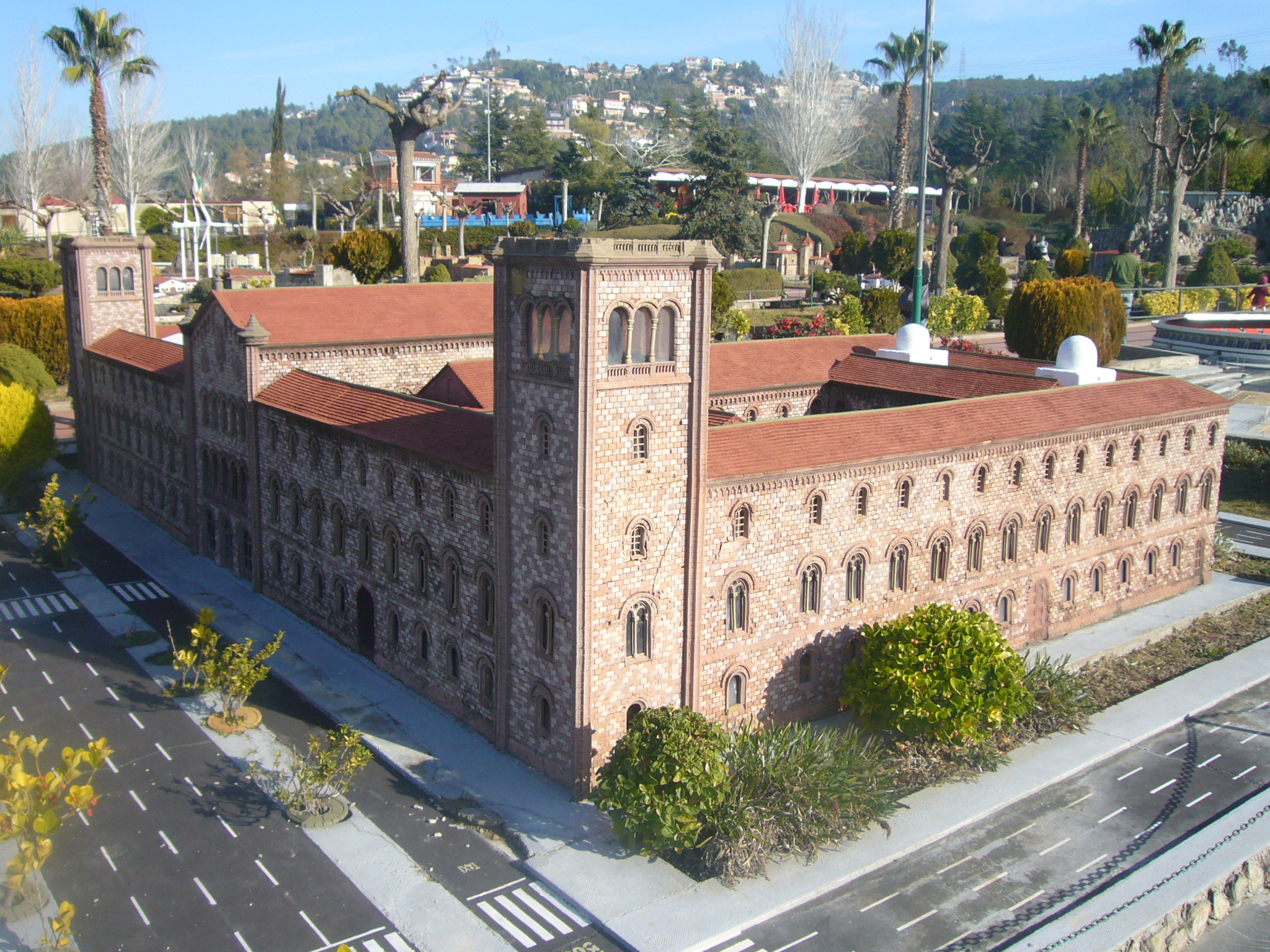
Miniatura del Edificio Histórico en Cataluña en Miniatura.

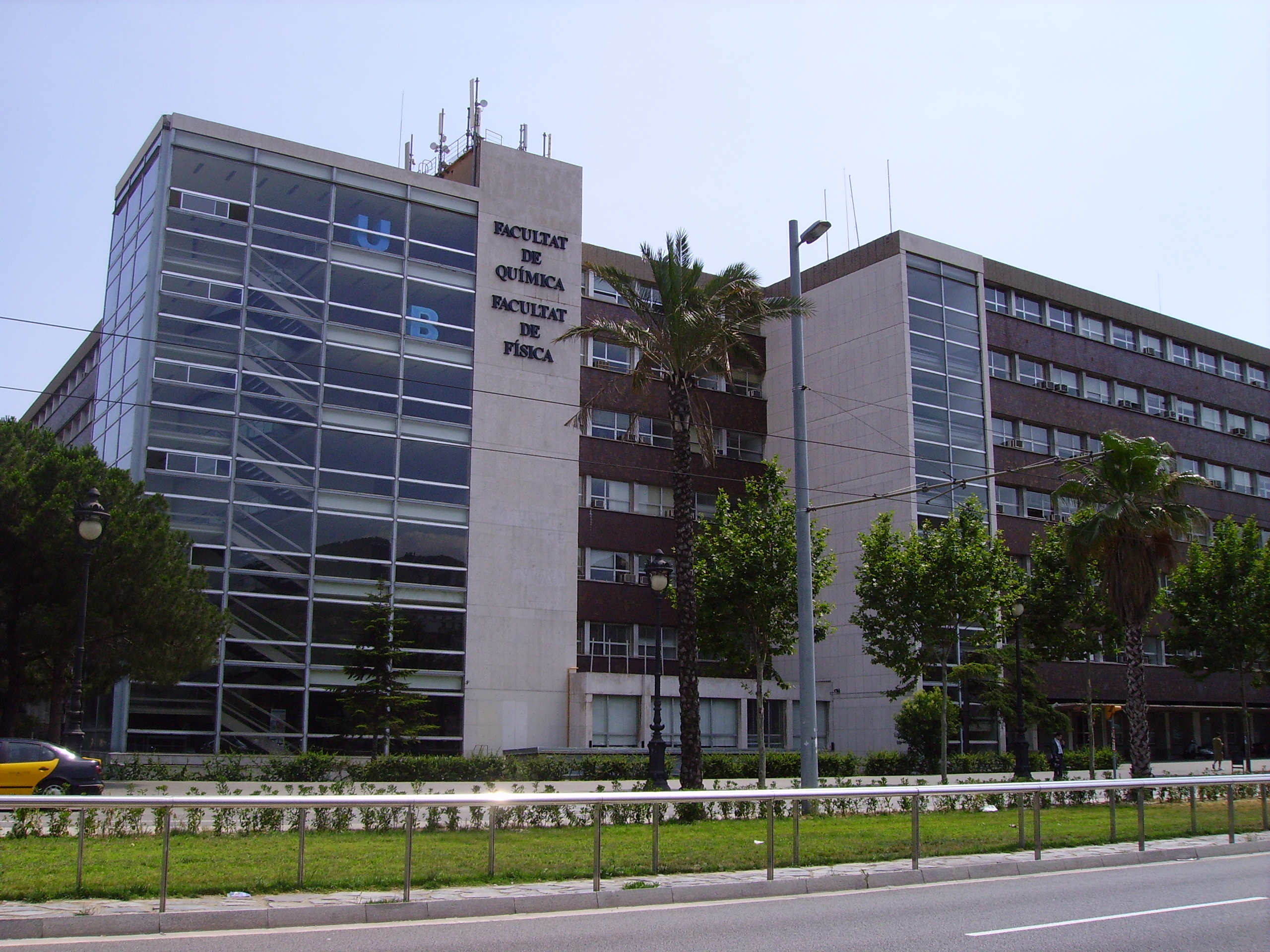
Edificio de las facultades de Física y Química.

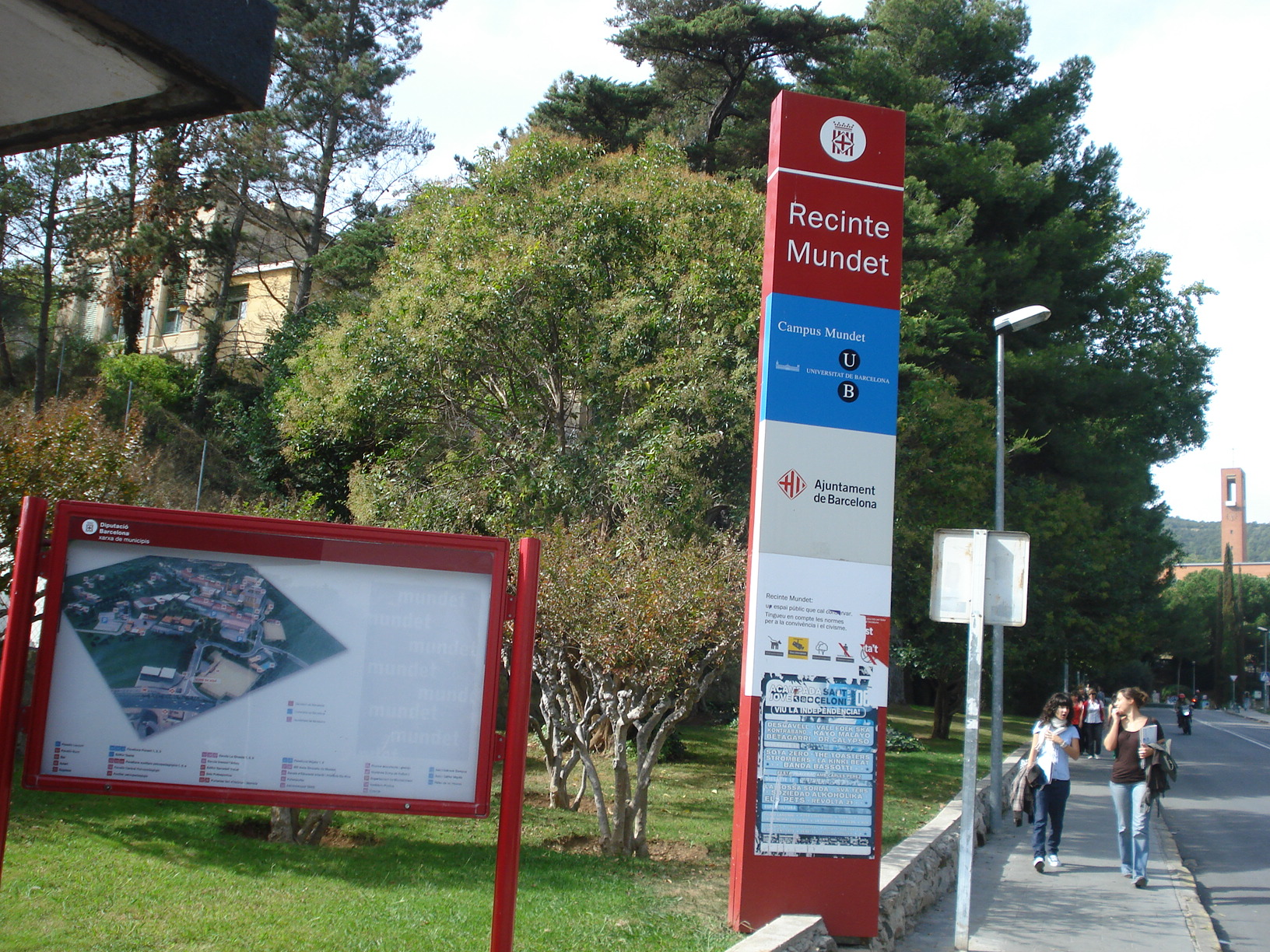
Entrada del Campus de Mundet.

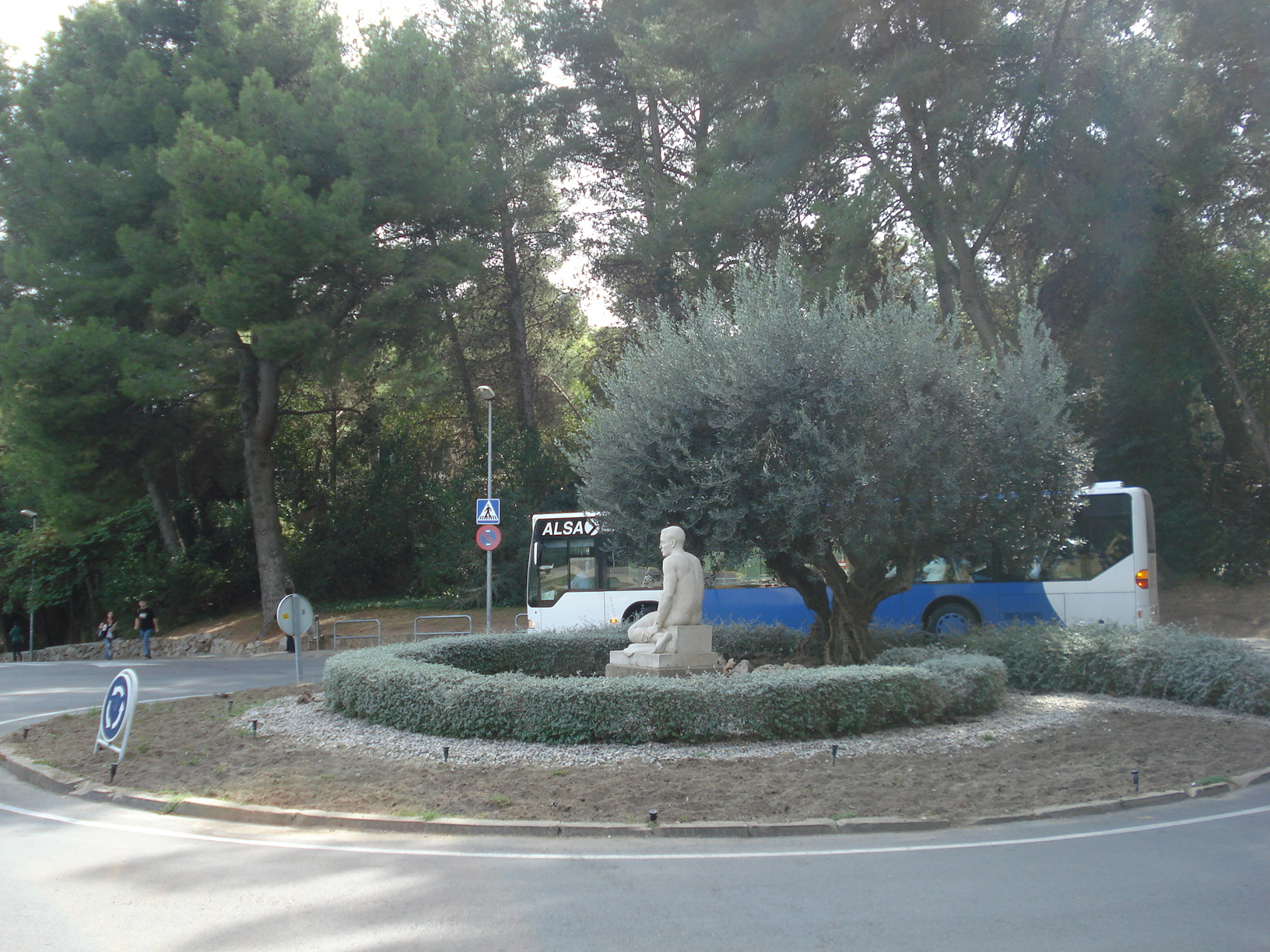
Campus de Mundet: Facultades de Pedagogía, Psicología y Educación.

La Universidad de Barcelona (UB; en catalán: Universitat de Barcelona) es una universidad pública española con sede en la ciudad de Barcelona. Actualmente, sus facultades están distribuidas en Barcelona y alrededores: el campus de Universidad, el del Raval, el de Diagonal, el de Bellvitge, el de Torribera, el de Mundet, el de Sants y el de Hospital Clínico. La Biblioteca de la Universidad de Barcelona, con 1 611 721 volúmenes, es la segunda biblioteca universitaria más grande de España después de la Biblioteca de la Universidad Complutense de Madrid.
Fue fundada en 1450 y es considerada como una de las universidades más antiguas de España. La institución de la que es heredera la Universidad de Barcelona actual se constituyó en 1401, con el nombre de Estudio General de Medicina y Artes, y en 1450 recibió el nombre de Estudi General de Barcelona. Fue suprimida en 1717, a raíz del Decreto de Nueva Planta. La universidad actual fue creada en 1842; la sede central se construyó a partir de 1863, y las clases en la nueva sede se iniciaron en 1871 (hasta entonces se impartieron en el antiguo convento de los carmelitas, actualmente desaparecido).
Es la universidad con el mayor espacio de educación superior de Cataluña, y es líder en número de estudiantes, oferta docente, investigación e innovación. En ocasiones recibe el nombre de Universidad Central para distinguirla del resto de universidades de la ciudad. Según la mayoría de rankings internacionales de referencia, la UB es la mejor universidad española y se sitúa dentro de las 50 mejores de Europa.

## Historia

### SigloXIVyXV
Los orígenes de la UB se remontan a 1401, cuando Martín I el Humano quiso otorgar a Barcelona el estudio de la medicina y artes. Sin embargo, el Consejo de Ciento de la Ciudad Condal se negó a la constitución de una universidad, ya que creía invadidas sus competencias; igualmente, el Estudio General de Lérida protestó, ya que esto rompería su virtual monopolio de la enseñanza superior en la Corona de Aragón. El Estudio de Medicina, vinculado al Hospital de la Santa Cruz, funcionó desde 1402 como institución de enseñanza superior de esta materia. Medio siglo después, en 1450, el rey Alfonso el Magnánimo fundó el Estudio General de Barcelona, es decir, la actual universidad. Incorporó algunas instituciones de enseñanza existentes, como la escuela de la Catedral o las escuelas municipales. Por ello, la universidad tuvo, al contrario que otros, un marcado carácter municipal, con poco control por parte de la corona.
Las clases se impartían en diferentes lugares: la Catedral, el convento de San Francisco (franciscanos) y el convento de Santa Catalina (dominicos). La primera sede propia fue un edificio, inaugurado en 1536, construido en la parte superior de la Rambla, cabe la muralla (en Canaletes, en el umbral de lo que hoy es la plaza de Cataluña y el portal de Santa Ana).
En 1450, durante el reinado de Alfonso el Magnánimo y previa bula otorgada por el Papa, se inauguró la Universidad de Barcelona.

### sigloXVIII: Traslado a Cervera
Tres siglos más tarde, en 1715, Felipe V suprime todas las universidades catalanas y ordena que el único centro universitario que las sustituirá tenga sede en Cervera (Lérida), en agradecimiento a sus habitantes por dar apoyo a Felipe de Anjou durante la Guerra de Sucesión Española. Esta situación se mantuvo durante unos 150 años, hasta que regresó a Barcelona otra vez, en el siglo XIX. Allí se formaron, por ejemplo, Jaime Balmes o José Finestres.

### SigloXIX: Restauración en Barcelona
En 1837, comenzó de nuevo el traslado de la universidad: la de Cervera fue suprimida y se acordó que la universidad volviera a Barcelona. El traslado duró cinco años, terminando en 1842. La Universidad de Barcelona, ya con este nombre, era entonces la única universidad en funcionamiento en Cataluña.
El curso 1838-1839 comienza a funcionar en Barcelona, donde ocupó primero el antiguo convento de los carmelitas (en la calle del Carmen, a la altura de la calle del Doctor Dou). La situación del edificio, en mal estado de conservación tras los disturbios de 1835, daba pie a la construcción de una nueva sede. Elías Rogent recibió tal encargo, comenzándose las obras en 1863 y terminándose en 1882.
La nueva sede era un edificio de nueva construcción en el Ensanche, pero muy cerca de la Ciudad Antigua; (lugar que actualmente es conocido como el Edificio Histórico). En este edificio se impartían todas las clases a excepción de las de medicina, las cuales se daban en el Hospital de la Santa Cruz y, desde 1905, en el Hospital Clínico.

### SigloXX
Noventa años más tarde, en 1932, el gobierno de la Segunda República (1931-1936) otorgó a la universidad autonomía propia, pasándose a llamar Universidad Autónoma de Barcelona  (no debe confundirse con la actual UAB). Pero con la llegada de la dictadura franquista, la autonomía fue derogada en 1939, entrando en una época de decadencia: gran parte del profesorado fue sustituido por docentes acordes al nuevo régimen, ya que la mayoría de los profesores anteriores se exilió, lo cual se materializó con un periodo de crisis intelectual.
La UB fue la única universidad de Cataluña y las Islas Baleares existente hasta 1968, cuando se inició un proceso (que duró hasta la década de los 90) que originó el resto de universidades catalanas y la Universidad de Palma. Paralelamente, la propia UB inició un proyecto de expansión, creando diferentes facultades por todo el territorio barcelonés: el campus de Pedralbes, de Sants, de Bellvitge y Mundet.
En los últimos años del franquismo, hubo bastante conflictividad estudiantil, que pedía reformas en el sistema político y educativo. La UB fue la única institución universitaria de Cataluña hasta que en 1968 nació la Universidad Autónoma y posteriormente se inició un proceso de segregación que no se terminó hasta la década de 1990 y que originó el resto de universidades catalanas.
Durante los años 50, se inició un proceso de expansión que condujo a ampliar la universidad (hasta entonces reducida en el edificio histórico de la plaza de la Universidad): se empezó a construir el campus de Pedralbes (en 1957, año que se instaló la Facultad de Farmacia, la primera de ese nuevo campus), y después los de Sants, Bellvitge y Mundet.

### Actualidad
En octubre de 2006, se inauguró un nuevo edificio para las facultades de Geografía, Historia y Filosofía en el barrio del Raval de Barcelona. Igualmente, estos últimos años se han llevado a cabo importantes mejoras en muchos de los otros edificios de la Universidad, y está en marcha el Plan Horizonte 2020, que prevé completar la urbanización del Campus de Diagonal creando una plaza cívica, edificios interdisciplinares, un nuevo comedor, un nuevo auditorio, la ampliación del Parque Científico de Barcelona y el traslado de la Facultad de Matemáticas, actualmente ubicada en el edificio histórico.
También, se prevé la construcción de nuevas residencias universitarias y centros docentes y de investigación en Santa Coloma de Gramanet, Bellvitge y Badalona. En 2005 Màrius Rubiralta Alcañiz fue nombrado rector, el primer rector de la historia elegido por sufragio universal ponderado, de acuerdo con la Ley de Ordenación Universitaria.
Según un estudio publicado en The Times Higher Education (en los últimos años) la UB es la única universidad española que se encuentra entre las 200 mejores del mundo en cuanto a calidad y docencia. Además, sería la segunda mejor universidad iberoamericana (la primera es la Universidad Nacional Autónoma de México) y la segunda mejor del sur de Europa (la primera es la Universidad de La Sapienza de Roma). Actualmente también colabora en el proyecto Europeana de digitalización de patrimonio cultural europeo.
En febrero de 2018, se inaugura un nuevo edificio en la facultad de derecho en Zona Universitaria de Barcelona con 16,025 m²

## Información académica

### Organización
Existen en la Universidad de Barcelona, 16 facultades, 54 departamentos y diversos centros adscritos. Tanto los departamentos como las facultades, tienen una autonomía interna y órganos propios de autogobierno.
Facultades
- Campus de Humanidades o Central:
  - Facultad de Filología y Comunicación (Edificio Josep Carner)
  - Facultad de Matemáticas e Informática (Edificio Histórico)
  - Facultad de Filosofía (Edificio del Raval)
  - Facultad de Geografía e Historia (Edificio del Raval)
- Campus de Sants
  - Facultad de Información y Medios Audiovisuales
- Campus de Medicina-Clínico:
  - Facultad de Medicina y Ciencias de la Salud (Casanova)
- Campus de Bellvitge:
  - Facultad de Medicina y Ciencias de la Salud (Bellvitge)
- Campus de la Diagonal Portal del Conocimiento:
  - Facultad de Derecho
  - Facultad de Economía y Empresa
  - Facultad de Bellas Artes
  - Facultad de Biología
  - Facultad de Farmacia i Ciencias de la Alimentación
  - Facultad de Física
  - Facultad de Ciencias de la Tierra
  - Facultad de Química
- Campus de Mundet:
  - Facultad de Educación
  - Facultad de Psicología
- Campus de Torribera

Centros adscritos
- Escuela de Nuevas Tecnologías Interactivas
- Escuela Superior de cine y Audiovisuales de Cataluña
- Escuela Superior de Relaciones Públicas
- Escuela Superior de Hostelería y Turismo
- Escuela Superior de Enfermería de San Juan de Dios
- Instituto Nacional de Educación Física de Cataluña
- Centro Universitario Internacional de Barcelona - UNIBA
- Instituto de Seguridad Pública de Cataluña - ISPC

### Admisión
Actualmente, la UB cubre el 33% de las plazas universitarias catalanas, siendo la demanda ligeramente superior a la oferta. El acceso se realiza a través de las vías de acceso establecidas y las preinscripciones se realizan a través de internet o de la Oficina de Orientación de Acceso a la Universidad, que depende de la Generalidad de Cataluña. A pesar de depender al distrito universitario catalán, cualquier estudiante español puede solicitar el ingreso en cualquier enseñanza ofrecida por la Universidad.

### Colaboraciones
Es miembro del Grupo Coimbra,  de la Red Vives de Universidades y de la Liga de Universidades de Investigación Europeas.

### Clasificaciones universitarias
| Ranking universitario                          | España | Europa | Mundo   |
| ---------------------------------------------- | ------ | ------ | ------- |
| ARWU (Shanghai Ranking) 2021                   | 1      | 56–76  | 151–200 |
| CWUR World University Rankings 2021-22         | 1      | 48     | 131     |
| QS World University Rankings 2022              | 1      | 55     | 168     |
| Scimago University Rankings 2021               | 1      | 28     | 104     |
| THE World University Rankings 2022             | 3      | 88     | 193     |
| US News Best Global Universities Rankings 2021 | 1      | 28     | 87      |

El Academic Ranking of World Universities (ARWU) la sitúa como la mejor universidad de España, así como el QS World University Ranking que le da el primer puesto en la clasificación nacional y 168 a nivel mundial. El Leiden Ranking también la ubica como la primera en España en el primer lugar, mientras que el World University Ranking de Times Higher Education (THE) la sitúa en el tercer lugar. A su vez, el Ranking 2012 de Investigación de las Universidades Públicas Españolas la sitúa en la primera posición por producción científica. El Scimago Institutions Ranking también la sitúa en la primera posición por producción científica en la clasificación nacional y en el puesto 104 en la clasificación a nivel mundial.

### Grupo UB
Está constituido por 6 entidades (Fundación Bosch i Gimpera, Cultura Innovadora y Científica, Fundación Parque Científico de Barcelona, Fundación Instituto de Formación Continua, Fundación Josep Finestres, Fundación Solidaritat UB) y 3 Fundaciones (Fundación Agustí Pedro Pons, Fundación Guasch Coratny y Fundación Montcelimar).

## Titulaciones
Para el curso universitario 2018/2019, la Universidad ofrece más de 150 másteres universitarios oficiales; 75 grados universitarios (algunos de ellos con opción de cursar doble grado) y 48 programas de doctorado verificados con el Real Decreto de Doctorado 99/2011. Las facultades y escuelas universitarias de la UB, el Instituto de Formación Continua y los centros adscritos a la UB, ofrecen alrededor de 50 cursos cada curso académico.

## Instalaciones

### Bibliotecas
La Biblioteca de la Universidad de Barcelona, con 1 611 721 volúmenes, es la segunda biblioteca universitaria más grande de España después de la Biblioteca de la Universidad Complutense de Madrid.

### Paraninfo
Se trata del espacio más emblemática del Edificio Histórico. Se encuentra situado en la parte central del Edificio, sobre el vestíbulo. En esta sala se celebran graduaciones de la universidad, inauguraciones de curso o investiduras de doctores honoris causa, entre otras. Las superficies de la sala están recubiertas con elementos neomudéjares, con numerosas ornamentaciones, en las que predomina la temática histórica. Están representados también monarcas que tuvieron un papel clave en la historia de la institución.

### Finca Pedro i Pons
Esta finca es parte del patrimonio de la Universidad desde su donación por parte del Dr. Agustí Pedro i Pons. Es un mirador de la ciudad de Barcelona (se encuentra junto a la parada Peu del Funicular). La fachada es del siglo XVIII y se conserva la colección de arte del Dr. Pedro i Pons. Es posible realizar una visita concertada a esta finca.

## Doctorados honoris causa
El doctorado honoris causa es la máxima distinción que la universidad concede a una persona, en reconocimiento a sus méritos y su trayectoria en el ámbito académico, científico o cultural; a sus valores, y a su especial vinculación con la Universidad. A fecha de 2018 la Universidad y desde 1931 se ha nombrado a 138 personas, 133 hombres y 5 mujeres. Entre los últimos reconocimientos como doctores honoris causa otorgados se encuentran el historiador Paul Preston y el lingüista Eugene Garfield. La primera mujer, la soprano Victoria de los Ángeles López, fue nombrada en 1987. En 2010 fue reconocida como doctora honoris causa la soprano Montserrat Caballé.